# Dasychira bokuma
Dasychira bokuma är en fjärilsart som beskrevs av Collenette 1961. Dasychira bokuma ingår i släktet Dasychira och familjen tofsspinnare. Inga underarter finns listade i Catalogue of Life.